# Chicago Gaylords
 (avril 2018).
Si vous disposez d'ouvrages ou d'articles de référence ou si vous connaissez des sites web de qualité traitant du thème abordé ici, merci de compléter l'article en donnant les références utiles à sa vérifiabilité et en les liant à la section « Notes et références ».
Les Chicago Gaylords, également connus sous le nom de Almighty Gaylords, est le plus vieux gang de rue Euro-Américains de Chicago et est considéré comme extrêmement violent. Le gang est précisément originaire du quartier de Grand and Noble. Le premier président des Gaylords choisit ce nom après avoir lu un livre sur les Gaylords de France à la bibliothèque du coin.
Les Chicago Gaylords commencèrent en tant que club fondé par des vétérans après la Seconde Guerre mondiale. C'était à l'origine un club social et non un gang de rue : ils disposaient ainsi de lieux de réunion et d'équipes de baseball. Le club des Gaylords se situait au coin d'Ohio Street et de Noble Street. Les Chicago Gaylords quittèrent cette zone car la population du quartier passa à majorité latino.

## Expansion du gang
Pendant leur point culminant dans les années 1970, les Chicago Gaylords étaient à la tête de quartiers se trouvant aussi bien dans la partie Nord que dans la partie sud de Chicago. Leur section sud incluait la rue Back of the Yards (vers la 55th et Ashland, Sherman Park), Marquette Park, Pilsen (18th et Western), ainsi que Bridgeport (Throop Street). Leur présence dans le secteur nord incluait Humboldt Park (Moffat & Campbell); Logan Square (Palmer & California, Lawndale & Altgeld); Irving Park (Albany & Byron); Kilbourn Park (Cornelia & Kilbourn); Dunham Park (Montrose & Narragansett); Ravenswood (Seeley & Ainslie); ainsi qu'Uptown (Sunnyside & Magnolia, Lawrence & Broadway). Pendant les années 1960 et jusqu'aux années 1980, les Chicago Gaylords connurent une croissance et une expansion extraordinaires, avec des sections dans tout Chicago.
- Chicago Gaylords Section Map

## L'héritage des Gaylords
Les Gaylords participèrent fréquemment à des bagarres contre d'autres gangs, souvent aux poings mais aussi avec des armes dites "traditionnelles" dans le milieu des gangs de rue : briques, battes de baseball, chaînes et couteaux. Comme les règles dans les rues de Chicago commencèrent à changer, les Gaylords furent forcés d'utiliser des armes à feu et d'accroître leur niveau de violence pour combattre leurs ennemis. 
Les Gaylords avaient une présence très forte et connurent une croissance continue bien au-delà des années 1980. Ils restèrent dans leurs "neighbourhoods" d'origine, alors même que les familles blanches partaient pour la banlieue, et la gentrification des quartiers pauvres blancs se chargea d'éliminer leurs possibilités de recruter de nouvelles recrues. Aujourd'hui, ils ne sont plus que la coquille de ce qu'ils furent autrefois : un gang fort de plus de mille membres.

## Structure du gang
Contrairement à d'autres gangs de rue, les Gaylords n'eurent jamais de président majeur, ni de leader emblématique qui contrôlait la totalité du gang. Les Gaylords disposent d'un ou deux leaders pour chaque section:
| Divisions Within Sets | Groupe d'âge |
| --------------------- | ------------ |
| Slylords/Palmer Puds  | Moins de 13  |
| Midgets               | 13 à 15      |
| PeeWees               | 16 à 18      |
| Juniors               | 18 à 20      |
| Seniors               | 21 et plus   |

Une carte de recherche de gang de Chicago montre que les Gaylords contrôlant une large section dans la partie nord et nord-ouest, malgré la présence de nombreux gangs rivaux encerclant leur position comme les Royals and Imperial Gangsters, leurs ennemis jurés.
Les Chicago Gaylords sont mentionnés dans un livre publié en 1979, intitulé Who Runs Chicago? (qui dirige Chicago?). Ils sont aussi listés comme étant le quatrième gang de Chicago en termes d'importance, et le premier pour la catégorie gangs de blancs dans toute la ville.